# Brodingberg
Brodingberg est une ancienne commune autrichienne du district de Graz-Umgebung en Styrie qui fait partie du bourg d'Eggersdorf bei Graz depuis le 1er janvier 2015.